# 吉田弘 (陸軍軍人)
吉田 弘（よしだ ひろし、1887年（明治20年）11月23日 - 1949年（昭和24年）11月6日）は、大日本帝国陸軍軍人。最終階級は陸軍少将。功四級。

## 経歴
1887年（明治20年）に岐阜県で生まれた。陸軍士官学校第21期卒業。1937年（昭和12年）3月1日、陸軍歩兵大佐進級と同時に第20師団司令部附となり、7月12日に留守第20師団司令部附（朝鮮軍）となった。1938年（昭和13年）7月に歩兵第65連隊長（第11軍・第13師団・歩兵第103旅団）に就任し、日中戦争に出動して各種作戦を指揮した。
1939年（昭和14年）10月2日、陸軍少将進級と同時に歩兵第33旅団長（第11師団）に着任し、1940年（昭和15年）8月1日に待命となり、8月31日に予備役に編入された。1941年（昭和16年）10月に召集され、留守第3師団兵務部長（中部軍）に就任し、1942年（昭和17年）11月まで在任した。1945年（昭和20年）3月31日に召集され、岐阜連隊区司令官兼岐阜地区司令官に就任した。
1947年（昭和22年）11月28日、公職追放仮指定を受けた。

## 栄典
勲章等
- 1940年（昭和15年）8月15日 - 紀元二千六百年祝典記念章[10]